# Eutettix pediculus
Eutettix pediculus är en insektsart som beskrevs av Hepner 1942. Eutettix pediculus ingår i släktet Eutettix och familjen dvärgstritar. Inga underarter finns listade i Catalogue of Life.